# آبجوسازی دشوتس
آبجوسازی دشوتس یک کارخانه آبجوسازی صنعتی در شمال غربی ایالات متحده است که در بند، اورگن واقع شده‌است. این شرکت ابتدا در سال ۱۹۸۸ میلادی به عنوان یک میخانه آبجو تأسیس شد، و شهرت آن به خاطر محصولاتی مانند بلک بوت پورتر است. در سال ۲۰۰۸ میلادی کارخانه آبجوسازی دومین میخانه را در ناحیه پرل پورتلند، اورگان افتتاح کرد. آبجوسازی دشوتس محصولات خود را به ۲۸ ایالت آمریکا و نقاط مختلف دنیا صادر می‌کند. نام این کارخانه برگرفته از نام رودخانه دشوتس است که از اورگان می‌گذرد. در سال ۲۰۱۶ میلادی دشوتس هشتمین کارخانه آبجوسازی صنعتی و پانزدهمین کارخانه بزرگ آبجوسازی در ایالات متحده بود، و در سال ۲۰۱۲ میلادی تولید این کارخانه ۲۵٫۰۰۰ بشکه معادل ۲۹۰٫۰۰۰ هکتالیتر آبجو بوده‌است